# Francolinus francolinus
Il francolino nero, anche francolino comune o francolino a petto nero (Francolinus francolinus Linnaeus, 1766), è un uccello appartenente alla famiglia Phasianidae, diffuso in Asia meridionale.

## Descrizione
Il francolino nero è un uccello lungo dai 33 ai 36 cm, con un'apertura alare di 50–55 cm ed un peso di 320-550 g; presenta dimorfismo sessuale, come molti altri Galliformes.
Il maschio ha ventre, gola e addome neri con macchie bianche. Il dorso e la corta coda presentano sottili striature trasversali bianche su fondo nero. Collare e sottocoda sono bruno-rossicci, i lati del capo sono neri, mentre la nuca e le ali hanno un disegno bruno-castano. La macchia auricolare bianca è caratteristica del maschio. La femmina presenta un piumaggio piuttosto uniforme, che garantisce il mimetismo con il terreno, bruno-giallastro con fitte macchie scure sul ventre a forma di Y, più chiaro ai lati della testa, sul sopracciglio e sulla gola. La nuca presenta una fascia ruggine, meno estesa rispetto a quella del maschio.

## Biologia

### Comportamento
Il francolino nero è un uccello stanziale e territoriale. Spesso è solitario in natura, specialmente durante il periodo riproduttivo mentre in cattività è più gregario.

### Alimentazione
Il francolino nero si nutre di semi, piccole piante e bacche, invertebrati (lombrichi, molluschi, insetti e loro larve), piccoli rettili e anfibi. e piccoli topi

### Predatori
I principali predatori sono rappresentati da volpi, rapaci e cinghiali.

### Riproduzione

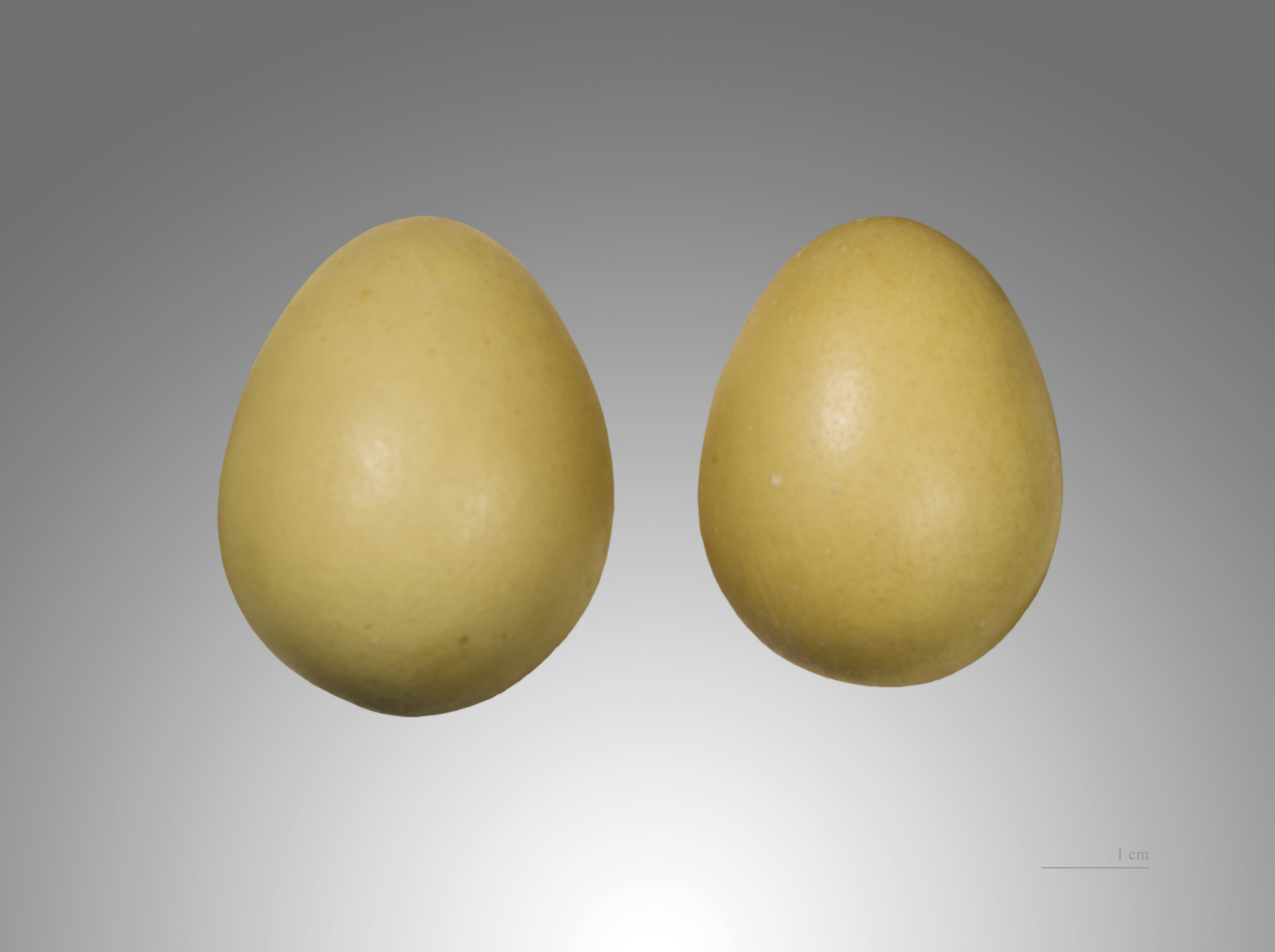
Uova della sottospecie F. f. francolinus

Questa specie monogama si accoppia tra marzo e agosto e depone in un'unica covata circa 7-12 uova in un nido ricavato in una depressione del terreno. Le uova, di colore variabile dal bruno chiaro al verde oliva, talvolta punteggiate di bianco, sono incubate dalla femmina per 18-19 giorni. I piccoli sono accuditi tutto l'inverno da entrambi i genitori. Durante il periodo riproduttivo il maschio emette richiami ad intervalli di 10-15 secondi, posizionandosi su una roccia o su un cumulo di terra per attrarre l'attenzione della femmina. Durante il corteggiamento, il maschio raccoglie del cibo per presentarlo alla femmina, lasciandolo cadere ripetute volte. Se la femmina non risponde subito (accettando il cibo che il maschio le offre), il maschio intensifica i suoi sforzi, amplificando i movimenti della testa ed emettendo un canto ancora più sonoro.

## Distribuzione e habitat
La specie è diffusa in Turchia, Cipro, Israele, Palestina, Siria, Giordania, Iraq, Armenia, Azerbaigian, Georgia, Iran, Turkmenistan, Afghanistan, Pakistan, India, Nepal e Bhutan; è stato inoltre introdotto in Portogallo, è incerta la sua presenza in Libano, e probabilmente è ormai estinto in Bangladesh e Arabia Saudita.
Sembra privilegiare ecotoni di collina o di pianura, con presenza di praterie e in prossimità di aree paludose, o di corsi d'acqua e di delta fluviali, campi coltivati (spesso a colture cerealicole), vigneti e frutteti (in media fino a 400–600 m slm).

## Tassonomia
La specie è politipica: si riconoscono su base morfologica e genetica le seguenti sottospecie, così distribuite:
- F. f. francolinus (Linnaeus, 1766): diffuso in Turchia, sul Caspio, nel Caucaso, in Siria del sud, Israele e Cipro;
- F. f. arabistanicus Zarudny & Härms, 1913: diffuso in Iraq centrale e sud-orientale e in Iran occidentale;
- F. f. bogdanovi Zarudny, 1906: diffuso in Iran del sud e in Afghanistan fino alla regione del Belucistan in Pakistan meridionale;
- F. f. henrici Bonaparte, 1856: diffuso in Pakistan e in India occidentale;
- F. f. asiae Bonaparte, 1856: diffuso in Nepal occidentale, in India fino al Bengala Occidentale;
- F. f. melanonotus Hume, 1888: diffuso in Nepal orientale, in India orientale ed in Bangladesh.

## Conservazione
La IUCN Red List classifica Francolinus francolinus come specie a basso rischio (Least Concern).